# Frolovsky (huyện)
Huyện Frolovsky (tiếng Nga: ? райо́н) là một huyện hành chính tự quản (raion), của Tỉnh Volgograd, Nga. Huyện có diện tích 3172 kilômét vuông, dân số thời điểm ngày 1 tháng 1 năm 2000 là 17500 người. Trung tâm của huyện đóng ở Frolovo.